# Phrymaceae
Phrymaceae é uma família de plantas angiospérmicas (plantas com flor - divisão Magnoliophyta), pertencente à ordem Lamiales.
A ordem à qual pertence esta família está por sua vez incluida na classe Magnoliopsida (Dicotiledóneas): desenvolvem portanto embriões com dois ou mais cotilédones.

## Gêneros
- Subfamilia Mazoideae
  - Mazus
  - Lancea
- Subfamilia Phrymoideae (aproximadamentet 160 espécies)

| - - Mimulus - Dodartia - Glossostigma - Peplidium - Phryma | - - Leucocarpus - Berendtiella - Hemichaena - Elacholoma |